# Ridgeway, New York
Ridgeway är en administrativ enhet, en town, i Orleans County, New York. 
Det finns olika uppgifter om när de första bosättarna kom till trakten, men det verkar ha skett omkring 1809. Staden grundades 1812 genom en delning av Batavia i vad som då var Genesee County. Ridgeway delades i sin tur därefter flera gånger. 1816 bildades Gaines, 1818 Shelby och 1822 Yates och Carlton.
I väster gränsar staden mot Hartland i Niagara County, i norr mot Yates och Carlton, i öster mot Gaines och Albion och i söder mot Shelby. Norra delen av orten Medina ligger inom staden, men utgör en egen kommun.

## Politik
Ridgeway har en vald styrelse om fem personer där en är Supervisor.